# Harcerka Rzeczypospolitej
Harcerka Rzeczypospolitej – w ZHP i ZHR najwyższy żeński stopień harcerski. Przeznaczony dla harcerek powyżej 17-18 roku życia. W ZHR oznaczany złotą lilijką, kręgiem i wieńcem na krzyżu harcerskim. W ZHP – dwiema gwiazdkami na pagonie munduru harcerskiego, dodatkowo można oznaczać go też nabitymi na krzyżu harcerskim złotą lilijką, kręgiem i wieńcem.

## WZHP

### Idea stopnia
Ma własny system wartości wynikający z prawa harcerskiego. Kieruje się nim we wszystkich aspektach swojego życia. Potrafi godzić pełnione przeze siebie role, np. w rodzinie, w szkole, w pracy, w działalności społecznej. Osiąga mistrzostwo w wybranych dziedzinach aktywności. Jest świadomą obywatelką Rzeczypospolitej Polskiej. Swoim życiem daje świadectwo o harcerstwie.

### Wymagania do otwarcia próby
Do próby może przystąpić harcerka, która:
- zdobyła stopień harcerki orlej
- wspólnie z opiekunem przygotowała indywidualny program swojej próby

### Czas próby
12-24 miesiące

### Wymagania na stopień wyznaczają polanawędrowniczej watry
- Praca nad sobą
- Służba
- Poszukiwanie swojego miejsca w społeczeństwie

Indywidualne zadania próby harcerki Rzeczypospolitej harcerka buduje zgodnie z trzema wymienionymi kierunkami pracy wędrowniczej. W pracy nad sobą umacnia swoje zalety i niweluje wady oraz słabości. Dba o zdrowie i kondycję fizyczną. Rozwija swoją osobowość przez udział w różnych formach życia duchowego i kulturalnego. Pełni stałą służbę, która przynosi wymierne efekty. Poszukując swojego miejsca w społeczeństwie, konsekwentnie realizuje swój pomysł na życie: w nauce i w pracy, w rodzinie, rozwijając pasje i zainteresowania. Zna swoje prawa i obowiązki, wynikające z pełnionych ról społecznych, stara się wywiązywać z nich jak najlepiej. Wie, na czym opiera się system państwa prawa, zna w nim swoje miejsce. Szuka drogi osiągnięcia samodzielności ekonomicznej.

## Idea stopnia w ZHR
Harcerka Rzeczypospolitej realizuje w życiu ideały harcerskie. Jest odpowiedzialna za siebie i swoich bliskich. Jest samodzielna, sama stawia przed sobą cele i zadania.
Potrafi godzić pełnione przez siebie role, np. w rodzinie, w szkole, w pracy, w działalności społecznej. Osiąga mistrzostwo w wybranych dziedzinach aktywności. Jest świadomą obywatelką RP. Swoim życiem daje świadectwo o harcerstwie. Drogę wskazuje jej Prawo Harcerskie, którego przestrzega.